# John F. Reynolds
Pour les articles homonymes, voir John Reynolds et Reynolds.
John Fulton Reynolds, né le 20 septembre 1820 à Lancaster et mort le 1er juillet 1863 à Gettysburg, est un général de l'armée des États-Unis.
Il se fit remarquer durant la guerre américano-mexicaine en tant que capitaine puis major de l'armée américaine.
Durant la guerre de sécession, il commanda brillamment le Ie corps de l'Armée du Potomac. À la suite de l'échec de Joe Hooker à la bataille de Chancellorsville, Abraham Lincoln lui proposa d'assumer le poste de chef de l'Armée du Potomac (principale armée de l'Union durant la guerre de sécession) mais celui-ci refusa par peur de lourdes critiques en cas de défaite comme ce qui est notamment arrivé au général démocrate McClellan, qui a été considéré comme l'unique responsable des défaites de l'Union sur le front est. À la bataille de Gettysburg, il commanda son corps d'armée et défendit brillamment contre une offensive confédérée mais celui-ci fut mortellement touché d'une balle dans la gorge, semant la panique chez les nordistes qui furent donc obligés de se replier dans les collines du sud de la ville de Gettysburg.

## Biographie

### Naissance et éducation
Né le 20 septembre 1820 à Lancaster en Pennsylvanie, il est l'un des onze enfants John Reynolds et de Lydia Moore Reynolds. Son frère aîné était le contre-amiral William Reynolds .
Il intègre l'académie de West Point en 1837 et sort 26ème sur 50 de sa promotion en 1841.

### Carrière militaire 1841-1863

#### Début de carrière (1841-1861)

##### Début militaire et Guerre Américano-Mexicaine (1841-1848)
Il intègre la même année le 3e US Artillery au grade de sous-lieutenant en 1841. Il participe à la guerre américano-mexicaine au cours de laquelle il se distingue à la bataille de Monterrey et de Buena Vista, ce qui lui permet d'obtenir un brevet de capitaine puis de major. Pendant la guerre, il devient l'ami des futurs généraux Winfield Scott Hancock et Lewis Armistead.

##### Parcours d'après guerre et d'avant guerre de Sécession (1848-1861)
Après la guerre du Mexique, il servit à différents postes : Fort Preble dans le Maine, Fort Lafayette à New York et Fort Ortford dans l'Oregon. Il se fiance aussi avec Katherine May Hewitt, mais il garde leur engagement secret du fait qu'elle était catholique et lui protestant. Il participe aussi au guerres de l'Utah et de Rogue River. Il occupe de septembre 1860 à juin 1861 le poste de commandant et d'instructeur de tactique d'artillerie, de cavalerie et d'infanterie des cadets de West Point.

#### Guerre de Sécession (1861-1863)

##### Début du Conflit 1861-1863

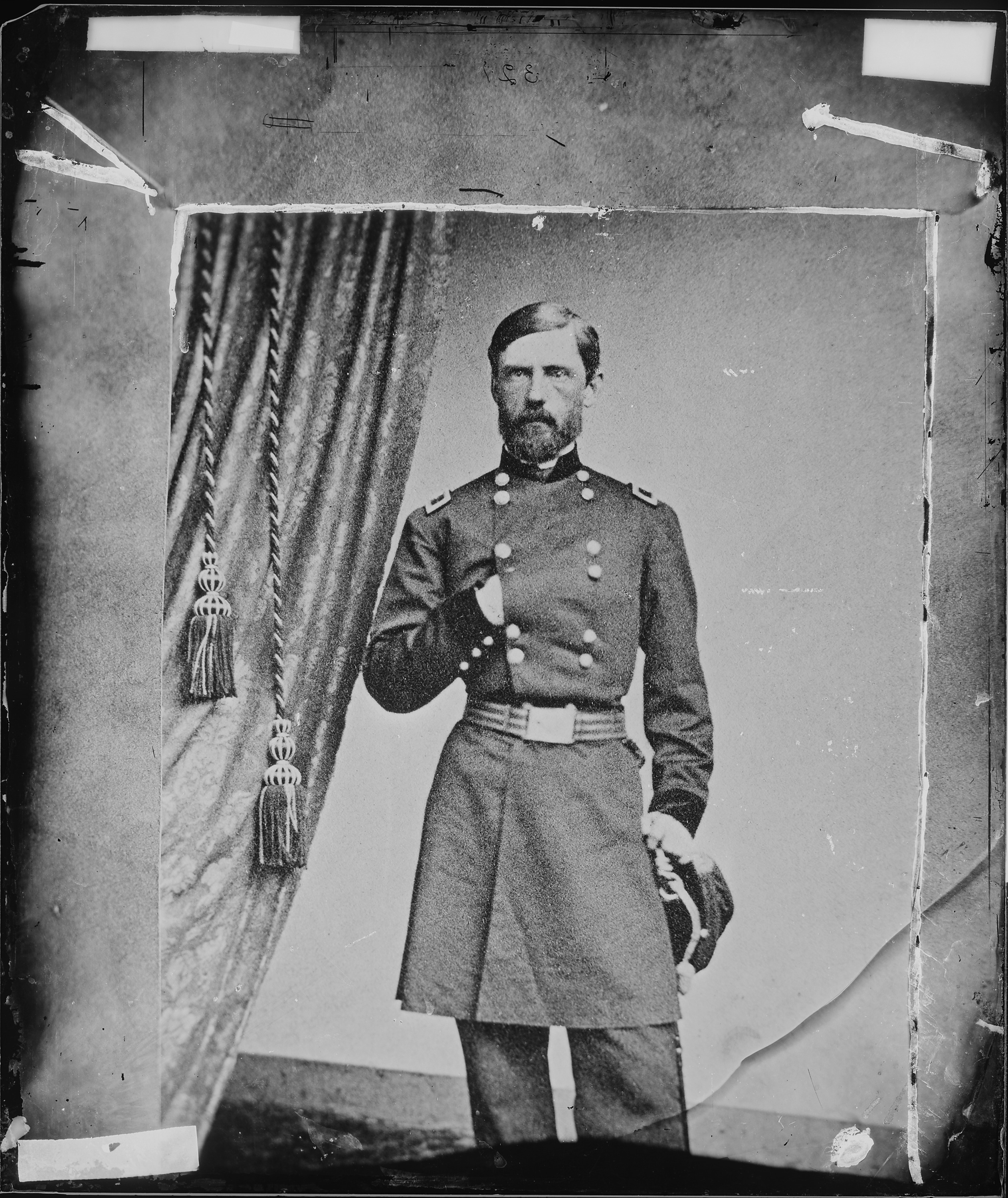
Le major-général unioniste John F. Reynolds dans les années 1860.

Il participe à la guerre de Sécession et décide de combattre pour l'Union dès le début de la guerre bien qu'il ne soutient pas les politiques anti-esclavagiste et soutient plus les idées de James Buchanan qui était pro-esclavagiste. On lui propose dès le début du conflit le poste d'aide de camp du général Winfield Scott, mais il déclina la proposition et préféra occuper le poste de lieutenant-colonel au sein du 14e US Infantry.
Il obtient le grade de Brigadier-général le 20 août 1861 et prend le commandement d'une brigade de réserve. Il participe aux batailles de Beaver Dam Creek et de Gaines's Mill. Il sera fait prisonnier au cours de cette dernière après un état de fatigue important. Quelques semaines plus tard, il a été échangé contre des prisonniers confédérés et prend le commandement de toutes les divisions des réserves de Pennsylvanie.
Il participe à la seconde bataille de Bull Run au cours de laquelle il mena une contre-attaque de l'arrière garde évitant l'anéantissement de l'Armée Unioniste. Il ne peut participer à la bataille d'Antietam, mais il reçoit le commandement du Ier corps  et participe à la bataille de Fredericksburg. À la suite de cette bataille, il reçut sa promotion de major-général le 29 novembre 1862.
Son corps d'armée est peu confronté aux attaques sudistes lors de la bataille de Chancellorsville. Abraham Lincoln lui propose de remplacer le général Joseph Hooker à la tête de l'armée du Potomac. Il répondit qu'il n'accepterait le commandement que s'il était sûr qu'il n'y aurait pas d'ingérence de ses supérieurs à Washington. Ne voulant pas sacrifier le contrôle civil de l'armée, Lincoln confia plutôt le commandement au général George Meade.

##### Bataille de Gettysburg (1er Juillet 1863)

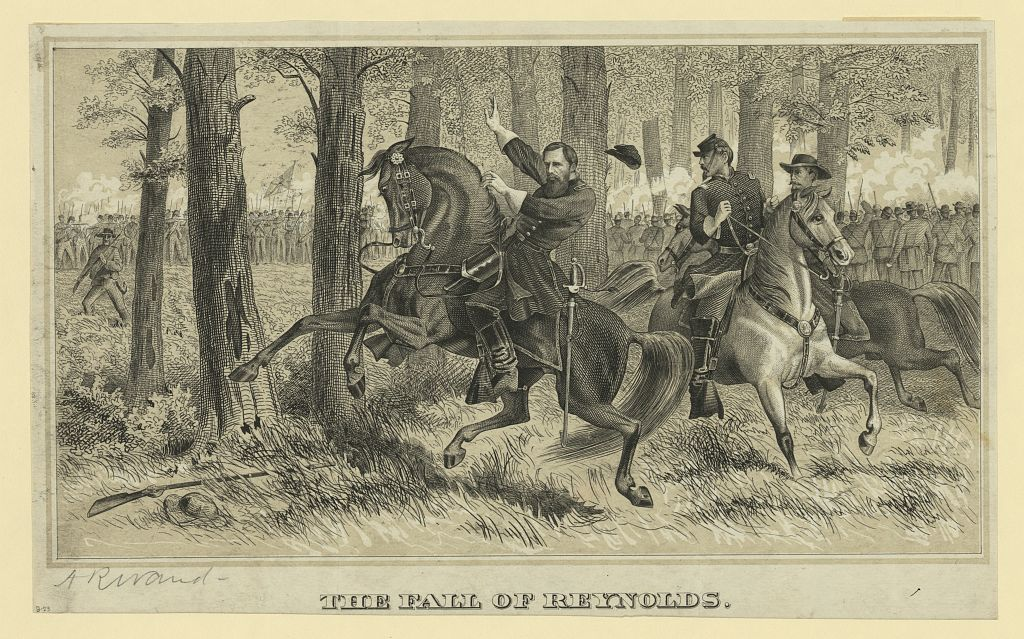
Mort du général John F. Reynolds d'une balle dans la gorge le 1er juillet 1863 à la bataille de Gettysburg

Il participe ensuite à la bataille de Gettysburg en tant que commandant de l'aile gauche de l'armée de l'union et permet de mettre en place une défense efficace face aux attaques sudistes du 1er juillet. Cependant, il est tué cette même journée d'une balle dans la gorge, tirée par un tireur d'élite sudiste. Sa mort provoqua provisoirement la confusion dans les rangs de l'Union qui se retrouvent submergés et se voient obligés de se replier dans les collines du sud de la ville, position qui permettra par la suite d'assurer la victoire. Il est remplacé par le général Abner Doubleday.

## Postérité
Le rôle de Reynolds est interprété par John Rothman dans le film Gettysburg (1993).
Une statue équestre de John F. Reynolds se trouve devant le Philadelphia City Hall.

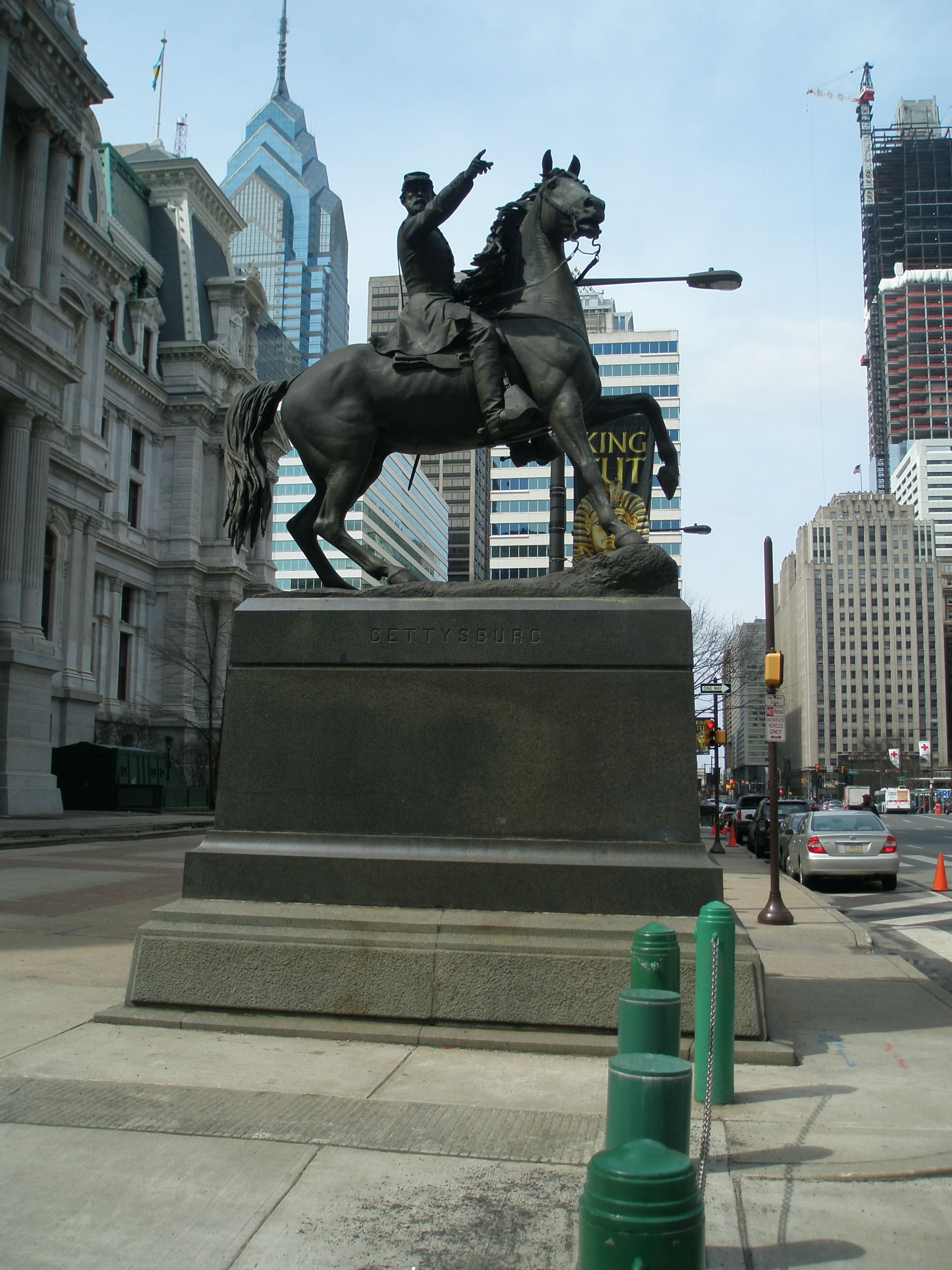
statue équestre de John F. Reynolds devant le Philadelphia City Hall